# Arquata del Tronto

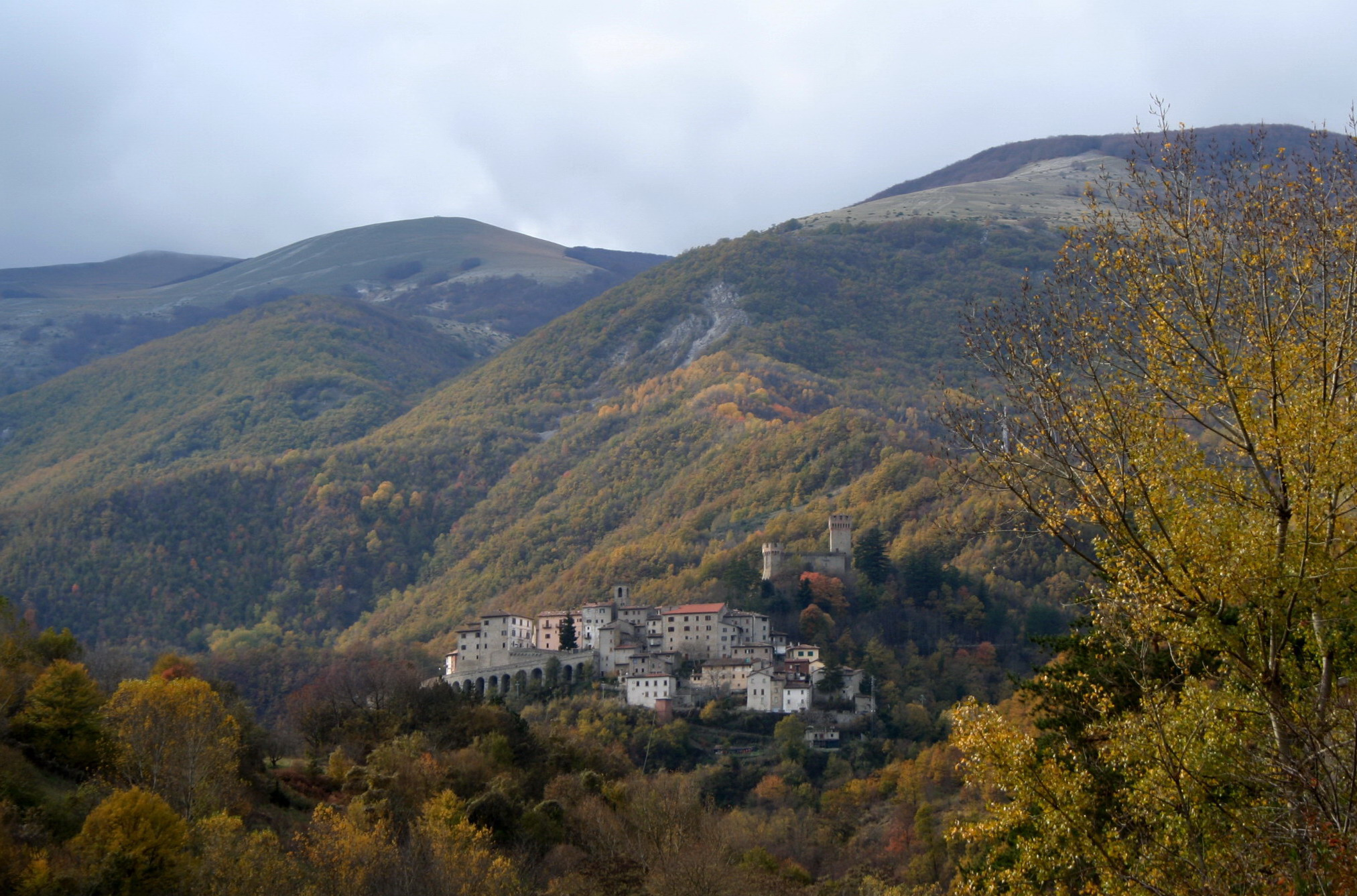
Panorama von Arquata del Tronto

Arquata del Tronto ist eine italienische Gemeinde (comune) mit 955 Einwohnern (Stand 31. Dezember 2023) in der Provinz Ascoli Piceno in den Marken. Die Gemeinde liegt etwa 30 Kilometer von Ascoli Piceno entfernt und gehört zur Comunità montana del Tronto. Ein Teil von Arquata del Tronto liegt im Nationalpark Gran Sasso und Monti della Laga und im Nationalpark Monti Sibillini. Arquata del Tronto grenzt an die Provinzen Perugia und Terni (Umbrien) sowie an die Provinz Rimini (Emilia-Romagna).
Die Ortschaft wurde bei einem Erdbeben am 30. Oktober 2016 weitgehend zerstört.

## Geschichte
Ob bereits in der Zeit der sabinischen Besiedlung hier eine Dorfgründung stattfand, ist zweifelhaft. Ab dem 6. nachchristlichen Jahrhundert ist aber eine Siedlung nachgewiesen.